# Proceso Sebastian
Proceso Sebastian (Claveria, 26 januari 1892 - ?) was een Filipijns politicus en rechter.

## Biografie
Proceso Sebastian werd geboren op 26 januari 1892 in Claveria in de Filipijns provincie Cagayan. Hij was een zoon van Gregorio Sebastian en Filomena Esmeria. Sebastian voltooide in 1915 een bachelor-opleiding rechten aan de University of the Philippines. In hetzelfde jaar slaagde hij tevens voor het toelatingsexamen van de Filipijnse balie. Aansluitend was hij tot 1919 actief als advocaat.
Bij de verkiezingen van 1922 werd Sebastian namens het 2e kiesdistrict van Cagayan voor een periode van drie jaar gekozen in het Filipijns Huis van Afgevaardigden. Aansluitend was hij van 1925 tot 1931 gouverneur van de provincie Cagayan. Van 1933 tot 1941 was Sebastian judge-at-large en later rechter bij het Court of First Instance.
Bij de verkiezingen van 1941 werd Sebastian gekozen in de Senaat van de Filipijnen met een termijn tot 30 december 1947. Dit 2e Congres van de Filipijnse Gemenebest zou echter pas in 1945, na de Japanse bezetting, in zitting gaan. Tijdens de Japanse bezetting van de Filipijnen was Sebastian in 1942 rechter van het Court of First Instance in Manilla en in 1943 rechter van het Hof van beroep. in 1944 was hij militair gouverneur van Cagayan. Vanaf 1945 tot 1947 was hij lid van de Senaat. Sebastian behoorde tot het groepje van acht senatoren, waarvan in 1945 bij loting werd bepaald dat hun termijn in de Senaat de maximale zes jaar zou duren tot 30 december 1947.
Na zijn periode in de Senaat diende Sebastian als ambassadeur. In 1949 werd hij benoemd tot ambassadeur in China. Ook was hij ambassadeur in Italië (1949-1950). Later volgden benoemingen aan het Vaticaan (1950), Frankrijk, Nederland en België (1951-1952) en Indonesië (1952-1954). Na zijn terugkeer in de Filipijnen was Sebastian van 1955 tot 1959 decaan en professor aan het Francisco Law College. Van 1959 tot 1967 was hij raadslid van Quezon City. In de periode tot 1963 was hij Majority Floor Leader en in de tweede periode was hij Minority Floor Leader.
Sebastian was getrouwd met Antonia Villanueva en kreeg met haar een zoon en twee dochters.

### Boeken
- Miguel R. Cornejo (1939) Cornejo's Commonwealth directory of the Philippines, Encyclopedic ed., Manilla
- Zoilo M. Galang (1958) Encyclopedia of the Philippines, 3 ed. Vol XVIII, E. Floro, Manilla
- Asia Research Systems (1980) Press Foundation of Asia, The Outstanding Leaders of the Philippines, Asia Research Systems
- Remigio Agpalo, Bernadita Churchill, Peronilla Bn. Daroy en Samuel Tan (1997), The Philippine Senate, Dick Baldovino Enterprises

### Websites
- Online Roster of Philippine Legislators, website Filipijns Huis van Afgevaardigden (geraadpleegd op 3 augustus 2015)
- List of Previous Senators, website Senaat van de Filipijnen (geraadpleegd op 3 augustus 2015)
- Chan Robles Law Firm, Lijst met Filipijnse advocaten - S, website Chan Robles Law Firm (geraadpleegd op 3 augustus 2015)